# 松山祐季
松山 祐季（まつやま ゆうき、1998年7月21日 - ）は、愛知県春日井市出身の卓球選手。
Tリーグは静岡ジェードに所属していた。

## 経歴
愛工大名電高校を経て愛知工業大学へ進学した。
実業団選手としては、協和キリンに所属した後、2024年からクローバー歯科カスピッズに所属。
Tリーグには2019-20シーズンから参戦し、T.T彩たまに所属した。2021-22シーズンから琉球アスティーダに移籍した。2023-24シーズンは静岡ジェードに所属。

## 主な戦績
2015年
- 第84回全国高等学校総合体育大会（インターハイ） 男子ダブルス 優勝（木造勇人ペア）、男子シングルス 3位

2016年
- 第85回インターハイ 男子シングルス3位
- 世界ジュニア卓球選手権（ケープタウン大会）男子団体 優勝、混合ダブルス 準優勝（早田ひなペア）

2017年
- ITTFチャレンジ・スロベニアオープン U21男子シングルス 優勝

2019年
- 東海学生卓球選手権大会 男子シングルス 優勝
- 平成30年度全日本卓球選手権大会 男子ダブルス（高見真己ペア） 準優勝
- 第86回全日本学生卓球選手権大会 男子シングルス 3位

2020年
- 2019年度全日本卓球選手権大会 男子シングルス ベスト16
- 全日本学生選抜強化大会 男子シングルス 優勝

2021年
- 第55回全日本社会人卓球選手権 男子ダブルス 優勝（平野友樹ペア）